# Boxing Day
 (décembre 2024).
La mise en forme du texte ne suit pas les recommandations de Wikipédia : il faut le « wikifier ».
Les points d'amélioration suivants sont les cas les plus fréquents. Le détail des points à revoir est peut-être précisé sur la page de discussion.
- Les titres sont pré-formatés par le logiciel. Ils ne sont ni en capitales, ni en gras.
- Le texte ne doit pas être écrit en capitales (les noms de famille non plus), ni en gras, ni en italique, ni en « petit »…
- Le gras n'est utilisé que pour surligner le titre de l'article dans l'introduction, une seule fois.
- L'italique est rarement utilisé : mots en langue étrangère, titres d'œuvres, noms de bateaux, etc.
- Les citations ne sont pas en italique mais en corps de texte normal. Elles sont entourées par des guillemets français : « et ».
- Les listes à puces sont à éviter, des paragraphes rédigés étant largement préférés. Les tableaux sont à réserver à la présentation de données structurées (résultats, etc.).
- Les appels de note de bas de page (petits chiffres en exposant, introduits par l'outil «  Source ») sont à placer entre la fin de phrase et le point final[comme ça].
- Les liens internes (vers d'autres articles de Wikipédia) sont à choisir avec parcimonie. Créez des liens vers des articles approfondissant le sujet. Les termes génériques sans rapport avec le sujet sont à éviter, ainsi que les répétitions de liens vers un même terme.
- Les liens externes sont à placer uniquement dans une section « Liens externes », à la fin de l'article. Ces liens sont à choisir avec parcimonie suivant les règles définies. Si un lien sert de source à l'article, son insertion dans le texte est à faire par les notes de bas de page.
- La présentation des références doit suivre les conventions bibliographiques. Il est recommandé d'utiliser les modèles {{Ouvrage}}, {{Chapitre}}, {{Article}}, {{Lien web}} et/ou {{Bibliographie}}. Le mode d'édition visuel peut mettre en forme automatiquement les références.
- Insérer une infobox (cadre d'informations à droite) n'est pas obligatoire pour parachever la mise en page.

Pour une aide détaillée, merci de consulter Aide:Wikification.
Si vous pensez que ces points ont été résolus, vous pouvez retirer ce bandeau et améliorer la mise en forme d'un autre article.
Pour les articles homonymes, voir Boxing Day (homonymie).

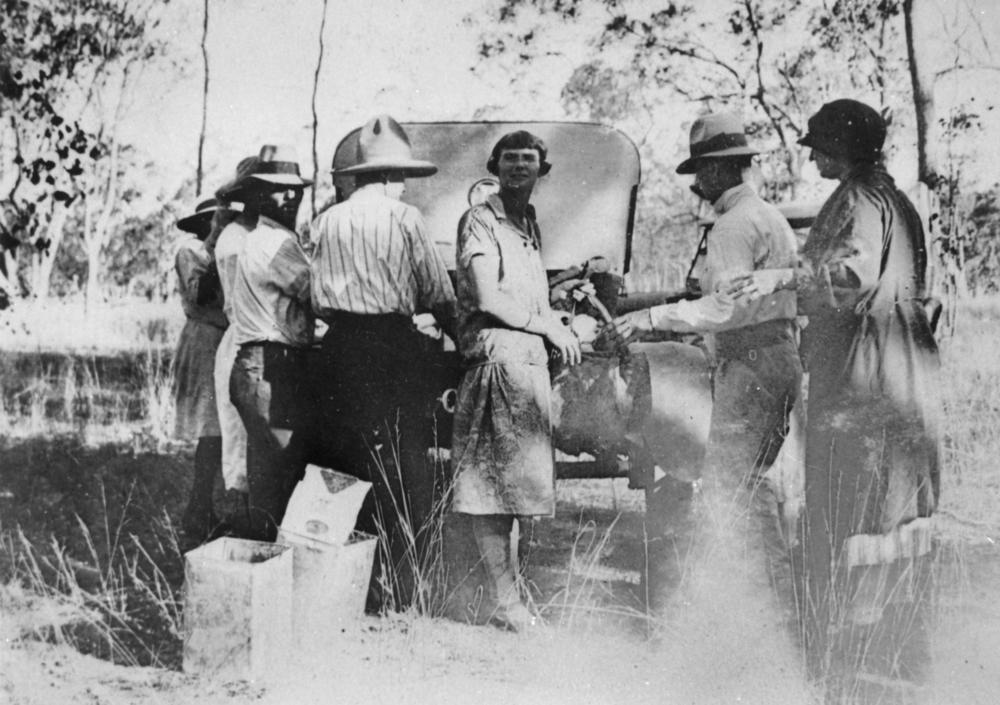
Quête du miel pendant le Boxing Day australien en 1925.

Le Boxing Day, aussi appelé le Jour des boîtes, Après-Noël ou le Lendemain de Noël au Canada, est un jour férié célébré le 26 décembre, depuis 1871, dans de nombreux pays anglophones. Dans le calendrier liturgique, il marque la fête de la Saint-Étienne, le premier martyr chrétien. La tradition demande de faire preuve de charité et de distribuer des cadeaux aux plus démunis lors de ce jour férié. Mais depuis le début du XXIe siècle, le « Boxing Day » fait surtout référence à une journée pendant laquelle de nombreux clients se ruent dans des rues commerçantes afin d’acheter des vêtements soldés, ce qui est souvent comparé au Black Friday américain. On parle alors des soldes de l'Après-Noël, des soldes du lendemain de Noël ou des soldes d'après Noël.

## Les origines du Boxing Day
Selon certaines sources, le « Boxing Day » remonte au XVe siècle, mais les origines exactes de ce jour férié sont encore incertaines. Nombreux sont ceux qui célèbrent ce jour sans pour autant en connaître les origines exactes.

### L'idée de charité et les références religieuses
La première histoire fait référence à une origine religieuse de cette fête. Étienne, connu comme le premier martyr chrétien, est choisi par les apôtres pour distribuer l'aumône aux pauvres. Depuis longtemps, cette idée de charité et d’aumône est associée au 26 décembre et se retrouve dans la plupart des théories. Elle est aussi présente dans un chant de Noël, Good King Wenceslas racontant l’histoire du roi Venceslas II de Bohême : un jour, alors qu'il parcourait ses terres, il vit un homme famélique cherchant désespérément du bois pour vaincre le froid. Le roi a alors pitié de lui et ordonne à ses serviteurs de préparer un sac dans lequel se trouvent de la nourriture à foison et du vin que Venceslas lui apporte en mains propres.
Une autre hypothèse affirme que l'origine du Boxing Day date du XVe siècle, période des Grandes découvertes pendant laquelle les expéditions maritimes se multiplient. Lors de celles-ci, de nombreux marins superstitieux apportent, à bord, une boîte dans laquelle ils déposent de l'argent en signe de protection pour leurs aventures. Cette boîte est scellée jusqu'à leur retour. Si, par chance, ils reviennent sains et saufs de leurs périples, la boîte et ses offrandes sont remises aux prêtres du village qui les distribuent aux plus démunis.
À la même époque, de nombreuses églises anglophones laissent aussi à disposition une boîte à offrandes dans laquelle les pèlerins et autres visiteurs peuvent déposer de l'argent. Cette boîte reste scellée jusqu'au 26 décembre. Une fois rouverte, l'argent est distribué aux mendiants et pauvres de l'Église.
Ces histoires auraient donné son origine et son nom au « jour des boîtes ».

### L'idée de charité d'un point de vue profane
D'autres ressources,, contestent les origines religieuses du 26 décembre et soutiennent que cette commémoration est née au XIXe siècle dans la haute société bourgeoise. Traditionnellement, les aristocrates permettent à leurs serviteurs de prendre congé le lendemain de Noël afin de profiter de leur famille et amis. Avant de partir, le maître de maison leur offre une boîte remplie de présents et de nourriture, la plupart du temps, les restes du repas de Noël.

## Boxing Day à travers le monde

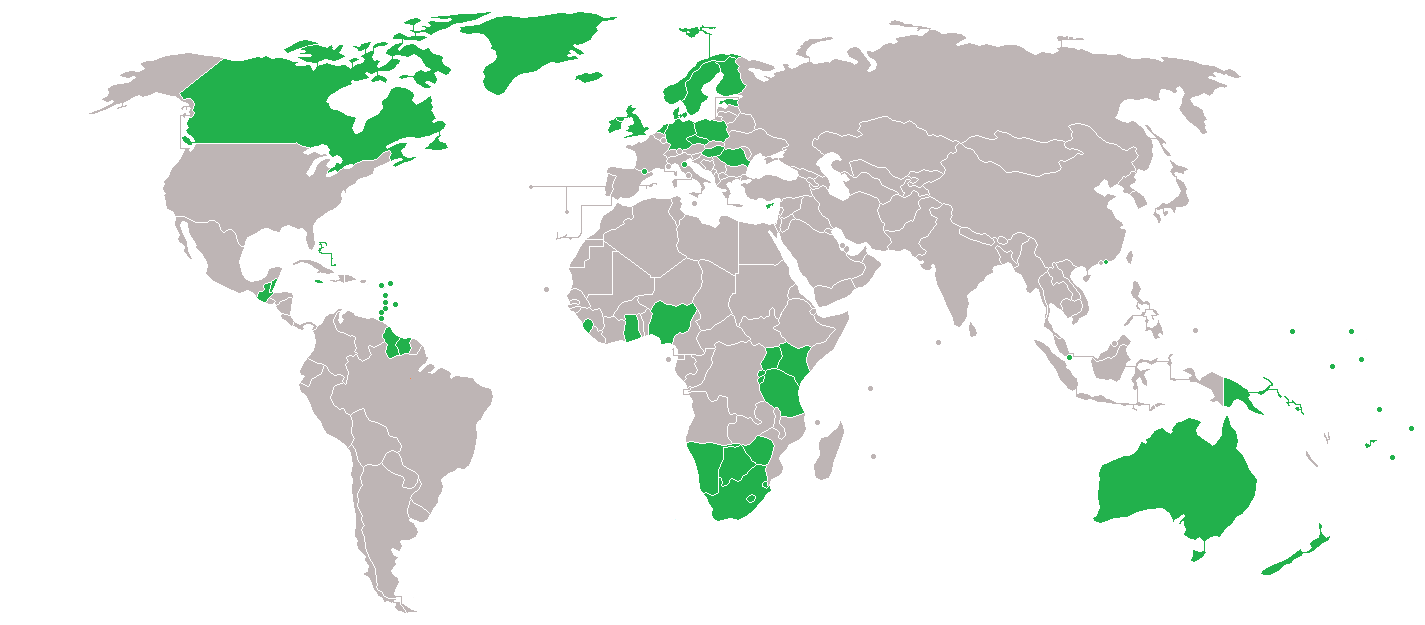
Carte des pays du Boxing Day.

Plusieurs pays anglophones comme l'Angleterre, l'Écosse, le Pays de Galles, l'Irlande, l'Australie, le Canada et la Nouvelle-Zélande accordent une grande importance au 26 décembre. Ce sont, majoritairement, des pays où le christianisme est prédominant.
Au Canada, le Boxing Day, également dénommé Après-Noël ou lendemain de Noël en français, est un jour férié au niveau fédéral et dans certaines provinces.
Depuis 2009, le terme de Boxing Day est utilisé à des fins promotionnelles en France, et cela dans un contexte sportif : La Ligue de rugby à XV programme ainsi des matchs « le week-end entre Noël et le Jour de l'An », pour imiter la pratique anglaise de disputer des rencontres le lendemain de Noël.
En France, le 26 décembre est férié en Alsace-Moselle, connu sous le jour férié de la Saint-Étienne.

## Les traditions

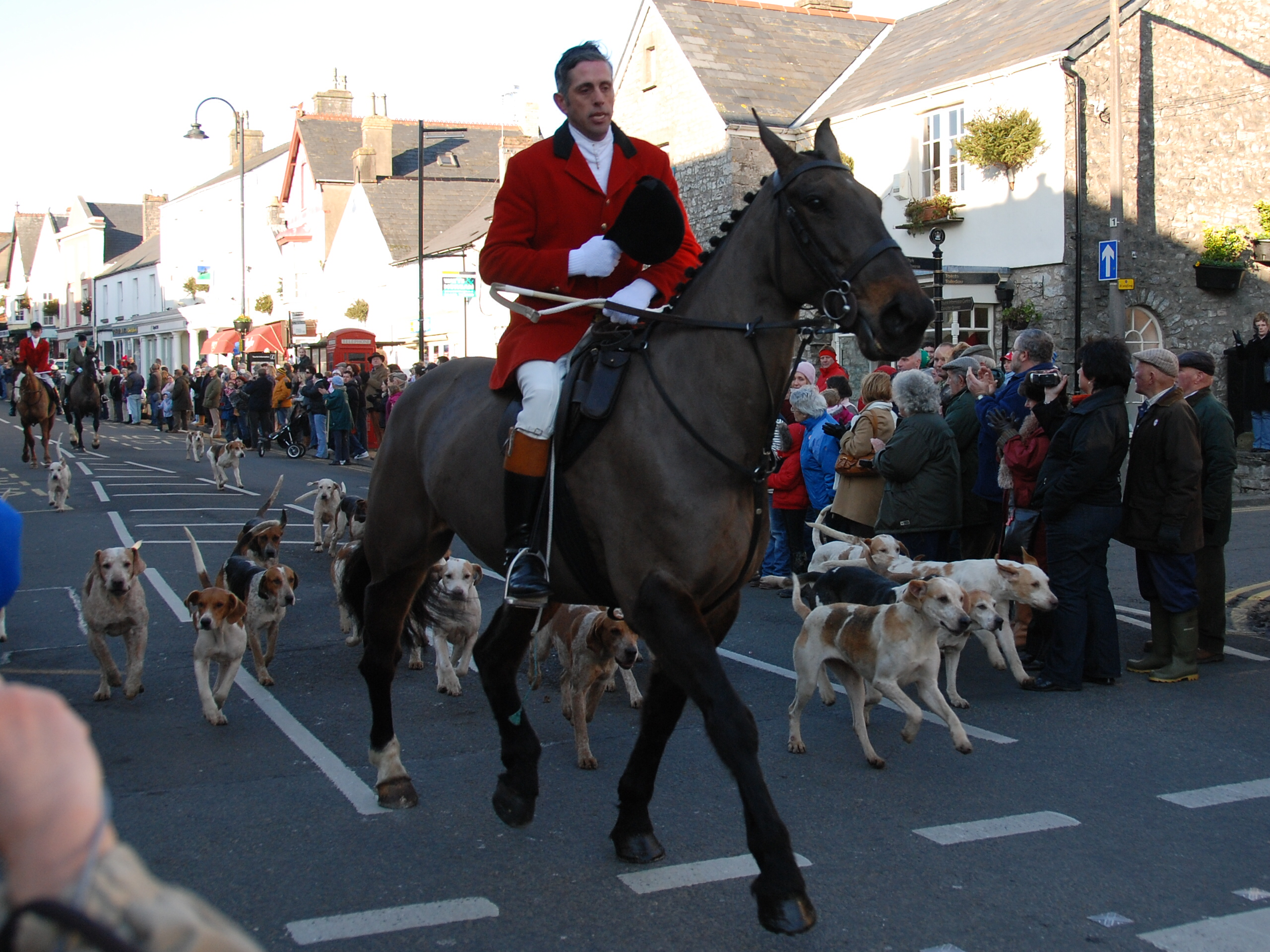
La chasse au renard lors du Boxing Day à Cowbridge.

Le « Boxing Day » moderne n'a plus rien en commun avec la traditionnelle remise des aumônes des siècles derniers. Des derbys anglais jusqu'à la chasse des renards, les traditions de l'Après-Noël sont nombreuses et certaines plus typiques que d'autres. 
- En Grande-Bretagne[7],[5]

Pour certains, le 26 décembre est un jour favorable aux retrouvailles et réunions de famille pendant lesquelles les restes du festin de noël sont servis. Pour d'autres, ce jour est synonyme d'achats puisque, depuis 25 ans, le premier jour des soldes d'hiver en Grande-Bretagne commence le 26 décembre. Les commerces ouvrent alors leurs portes très tôt le matin, et accueillent des centaines de clients jusqu'à l'heure de fermeture. Bon nombre d'entre eux passent la nuit du 25 décembre devant les portes des magasins afin d'être les premiers à profiter des meilleures promotions. Celles-ci allant de 50 % à 80 % de réduction. 
Pour ceux qui ne sont ni intéressés par les réunions familiales et les achats compulsifs, il existe la célèbre chasse au renard. Traditionnellement, le cavalier porte un costume rouge symbole du « Boxing Day » et pourchasse le renard avec sa meute de chiens. De nos jours, cette tradition se limite à chasser la proie sans la blesser, vu que le gouvernement anglais interdit formellement la chasse au renard depuis 2005.
- En Australie[11],[12]

De l'autre côté du globe, les Australiens sont tout autant friands d'achats et de promotions. C'est pourquoi l'Après-Noël est aussi considéré comme le premier jour des soldes.

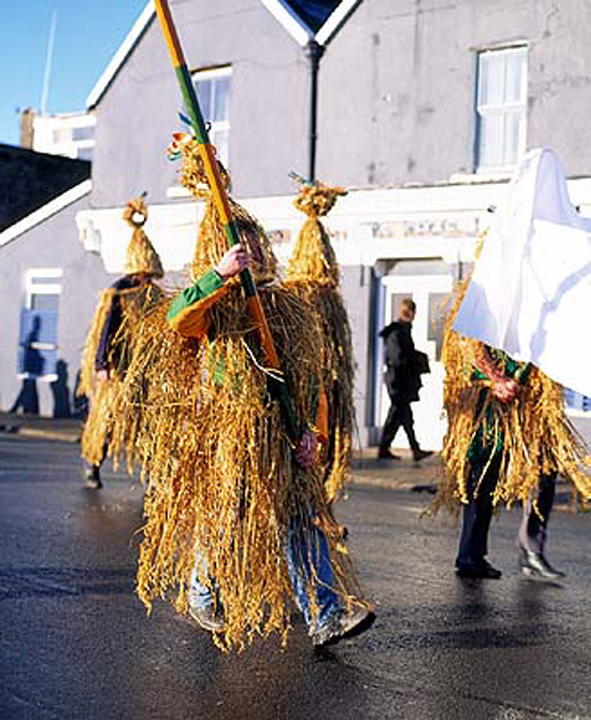
La traditionnelle chasse aux troglodytes lors de la Saint-Étienne à Dingle, le 26 décembre.

Le sport a aussi son importance. On regarde des matchs de cricket, le jour du 26 décembre. En effet, l'un des plus grands matchs de cricket, le Boxing Day Test match qui oppose l'équipe nationale australienne de cricket à une autre équipe se déroule le lendemain de Noël au Melbourne Cricket Ground. Tout comme le cricket, les courses du Sydney-Hobart sont traditionnelles lors du « Boxing Day » : des milliers de citoyens se rendent au Port Jackson et admirent les voiliers et autres bateaux prendre le large.
- En Irlande[7]

En Irlande, le 26 décembre célèbre la Saint-Étienne. C'est aussi synonyme de la chasse au troglodyte. La mythologie irlandaise définit le troglodyte comme le symbole de la trahison : on raconte que cet oiseau se serait mis à chanter alors que les soldats irlandais tentèrent silencieusement de prendre les guerriers scandinaves en embuscade. Chassé et empaillé par les « Wren boys » , à l'époque, aujourd'hui, les Irlandais se déguisent, portent des masques à son effigie et défilent dans leur quartier.
- Au Canada[7]

Le mumming ou mummering est une tradition que l'on retrouve surtout dans la province de Terre-Neuve au Canada. Cette coutume consiste à aller de maison en maison et jouer des pièces de théâtre racontant l'histoire d'un champion, comme le célèbre Saint-Georges, et sa résurrection. À la suite de la représentation, les comédiens collectent l'argent donné par les habitants. Toutefois, une autre version de cette tradition existe. En effet, les comédiens tentent de s'introduire dans différentes maisons et les propriétaires doivent deviner qui se cache derrière leur déguisement.

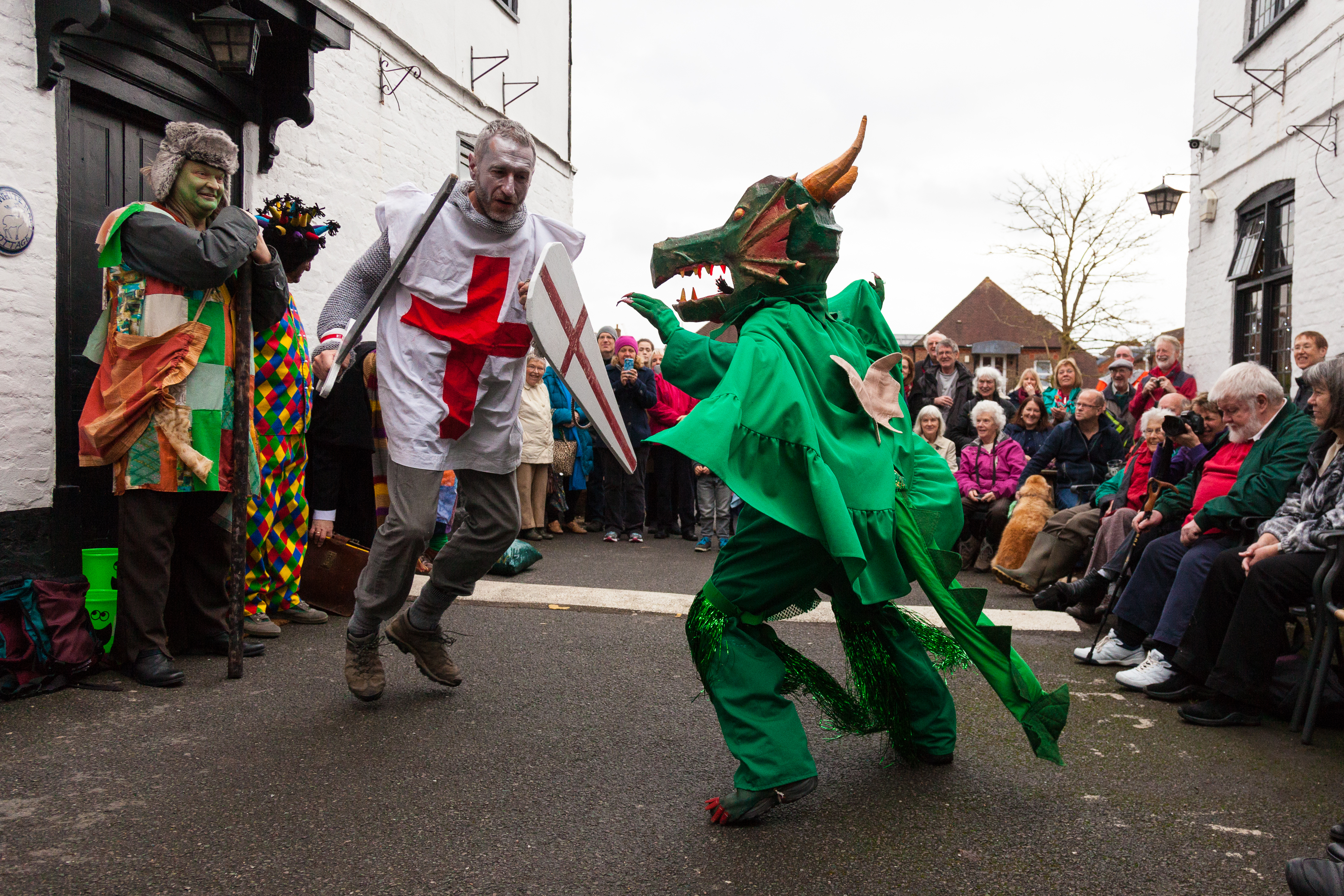
Bataille entre saint Georges et la dragon lors du Boxing Day, 2015.
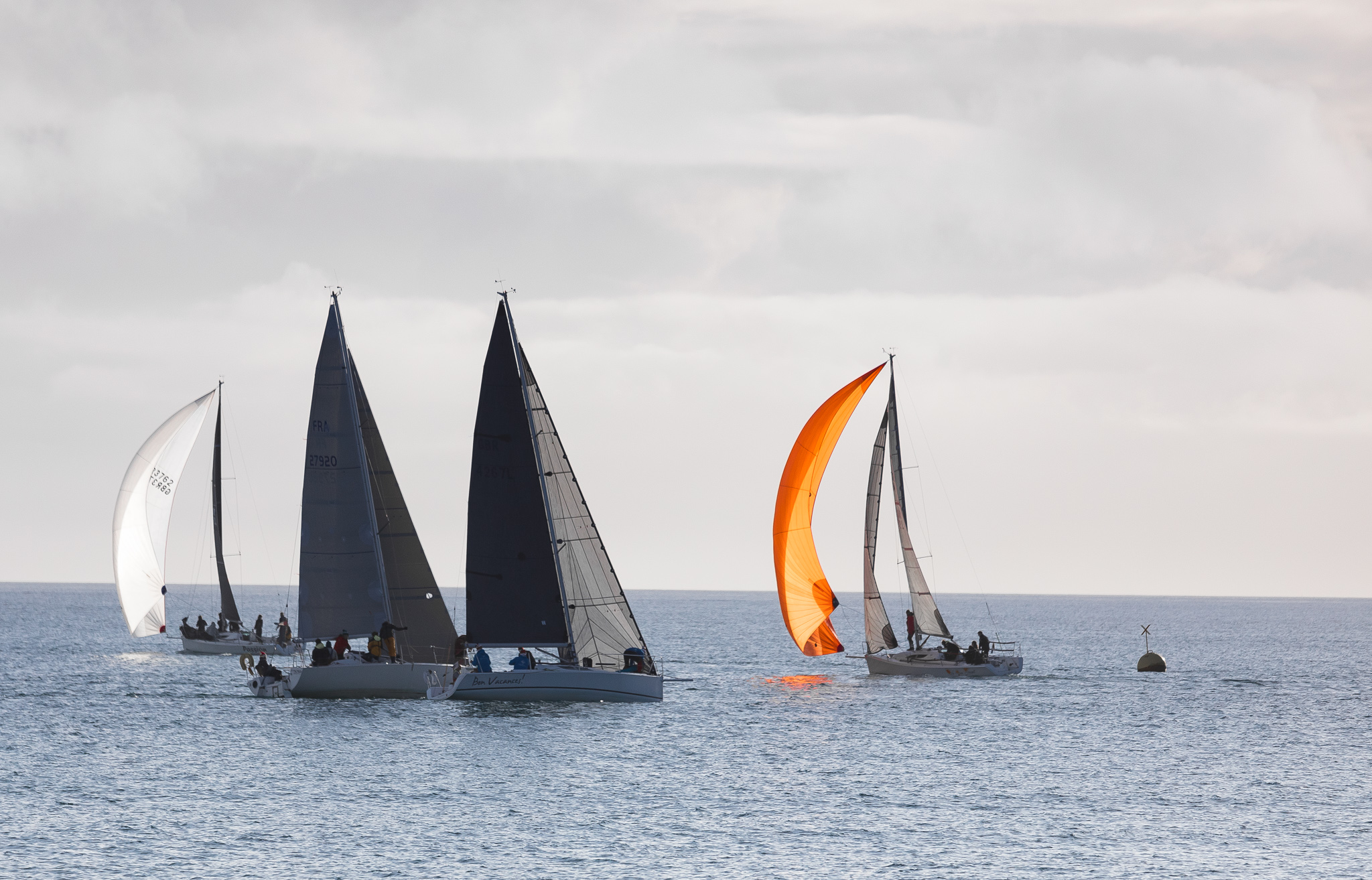
Régate du Boxing Day à Weymouth, 2021.

## L'importance du sport le26 décembre
Après le cricket et les courses de bateaux en Australie, les derbys sont un événement coutumier du lendemain de Noël en Grande-Bretagne. Le premier derby a lieu en 1860 mais n'a pas autant d'impact qu’aujourd'hui. Au fil du temps, le football se développe, les clubs se multiplient et le rendez-vous du « Boxing Day » s'installe dans les foyers au point de devenir incontournable dans les années 1960. Des milliers de téléspectateurs suivent, depuis ce jour, les matchs opposant les plus grands clubs.